# جبال شوفان
جبال شوفان؛ هي سلسلة جبلية تقع في منطقة القصيم ويمتد ارتفاعها 1346م. أعلنت هيئة التراث بالمملكة العربية السعودية عن تسجيل موقع جبل شوفان كأحد المواقع الأثرية بالمملكة لاحتوائه على نقوش صخرية وكتابات اسلامية ومنشآت حجرية.